# Lars Johan Silfversparre
Lars Johan Silfversparre, född 1700, död 1754, var en svensk hovjägmästare. Silfversparre grundade Orrefors bruk.

## Biografi
Lars Johan Silfversparre var yngsta barnet av nio till överstelöjtnanten vid Kalmar regemente Erik Silfversparre, som stupade vid slaget i Poltava, och Elisabeth Ramsvärd. Två av hans äldre bröder stupade också i strid, en samman med fadern i Poltava, när Lars Johan själv var nio år. Lars Johan Silfversparre blev hovjägmästare och var riddare av Svärdsorden, samt skrev sig till Ohs bruk i Småland.
År 1726 fick Silfversparre tillstånd att starta ett järnbruk i Orrefors, en verksamhet som sedermera, efter dennes liv, övergick i glastillverkning.
Silfversparre var gift med sin syssling Beata Printzensköld, en dotter till Johan Printzensköld, och fick med henne tre barn innan hon avled. Han gifte 1738 om sig med Amalia Lilljenberg, dotter till assessorn Daniel Dreffling som adlats och som tillhörde en framstående släkt inom bruksindustrin, som han fick sex barn med.